# Steroide 11beta-monoossigenasi
La steroide 11beta-monoossigenasi è un enzima appartenente alla classe delle ossidoreduttasi, che catalizza la seguente reazione:
uno steroide + ferredossina surrenale ridotta + O2 ⇄ un 11β-idrossisteroide + ferredossina surrenale ossidata + H2O
L'enzima è una proteina eme-tiolata (P-450). Idrissila anche gli steroidi nella posizione 18, e converte il 18-idrossicorticosterone in aldosterone.